# Wilhelm Kettler

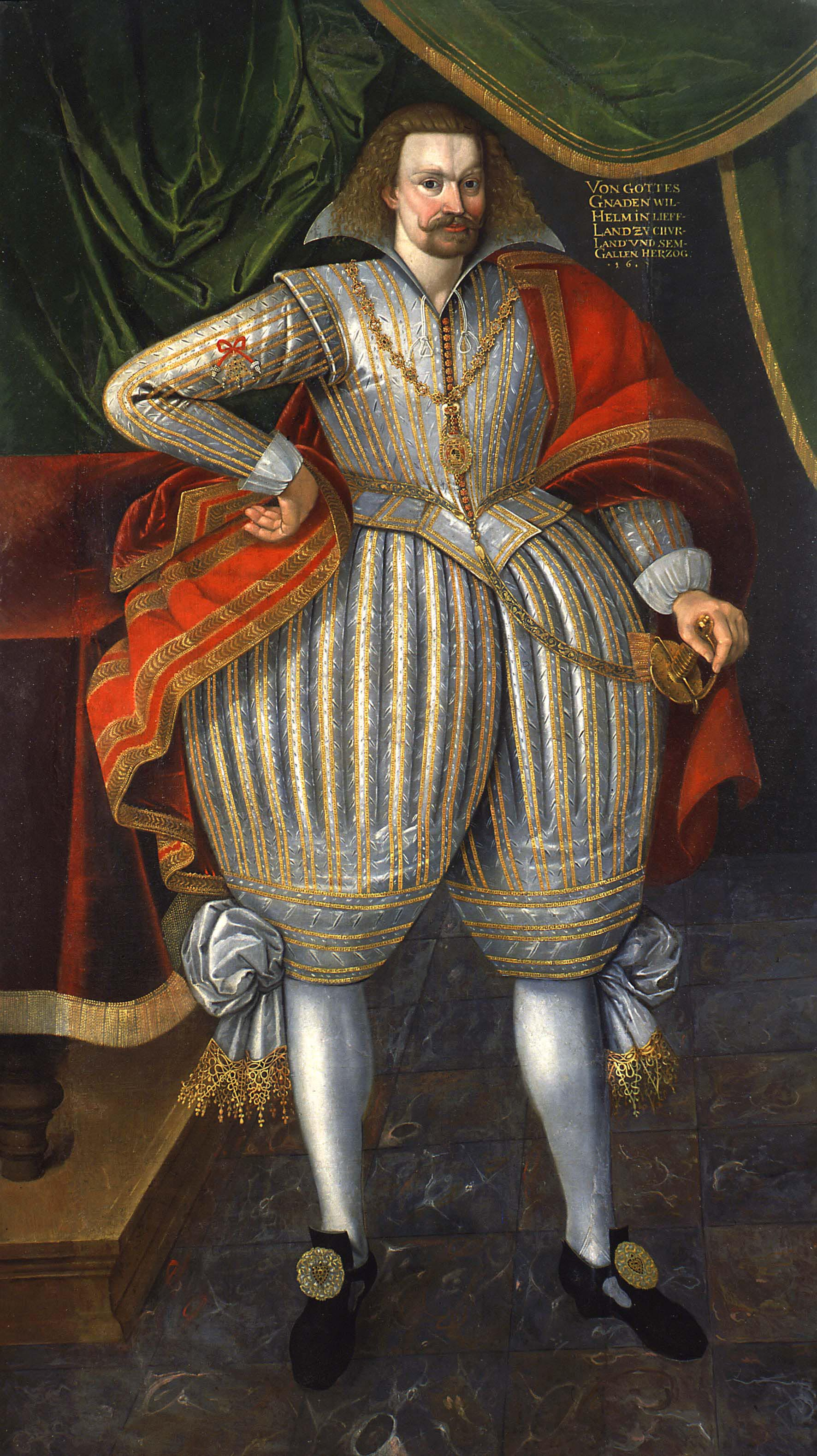
Wilhelm Kettler

Wilhelm Kettler (* 20. Juli 1574 in Mitau; † 17. August 1640 in Kucklow) war Herzog von Kurland von 1585 bis zu seiner Absetzung 1616. Er entstammte dem westfälischen Adelsgeschlecht Ketteler.

## Leben
Wilhelm Kettler wurde als Sohn des Herzogs Gotthard Kettler und dessen Frau Anna geboren. Im Wintersemester 1590/91 schrieb er sich zum Studium an der Universität Rostock ein, begleitet von seinem Instrukteur Johannes Simonius. Kettler unternahm zahlreiche weite Reisen, überliefert ist eine Reise nach Heldburg und Coburg zur Hochzeit Johann Casimir (Sachsen-Coburg) mit Prinzessin Margarethe von Braunschweig-Lüneburg im September 1599. Seit 1609 war er mit Sophie von Preußen (1582–1610), Tochter von Albrecht Friedrich von Preußen und dessen Frau Marie Eleonore von Jülich-Kleve-Berg, verheiratet.
Nach dem Tode seines Vaters 1587 wurde er gemeinsam mit seinem Bruder Friedrich Kettler Herzog von Kurland und Semgallen. Mit seiner Volljährigkeit wurde das Erbe durch den Vertrag von Hofzumberge vom 21. Mai 1596 geteilt. Wilhelm wurde Herzog von Kurland. 1616 wurde er wegen Unstimmigkeiten mit dem Landadel abgesetzt und später von seinem Bruder abgelöst. Er hielt sich danach am Hof der Herzöge von Pommern in Stettin auf und erhielt von Herzog Bogislaw XIV. 1628 die erledigte Dompropstei Kucklow, die zum Domkapitel Kammin gehörte. Dort starb er 1640.
Sein einziger Sohn Jakob Kettler wurde ab 1638 Mitregent Friedrichs und beerbte ihn nach dessen Tod 1642.
Das Herzogtum gab eine eigene Währung heraus, berühmt ist der sogenannte Dreigröscher mit dem Porträt des Wilhelm von Kettler.